# 丘普雷內冰川
62°57′55″S 62°31′53″W / 62.96528°S 62.53139°W

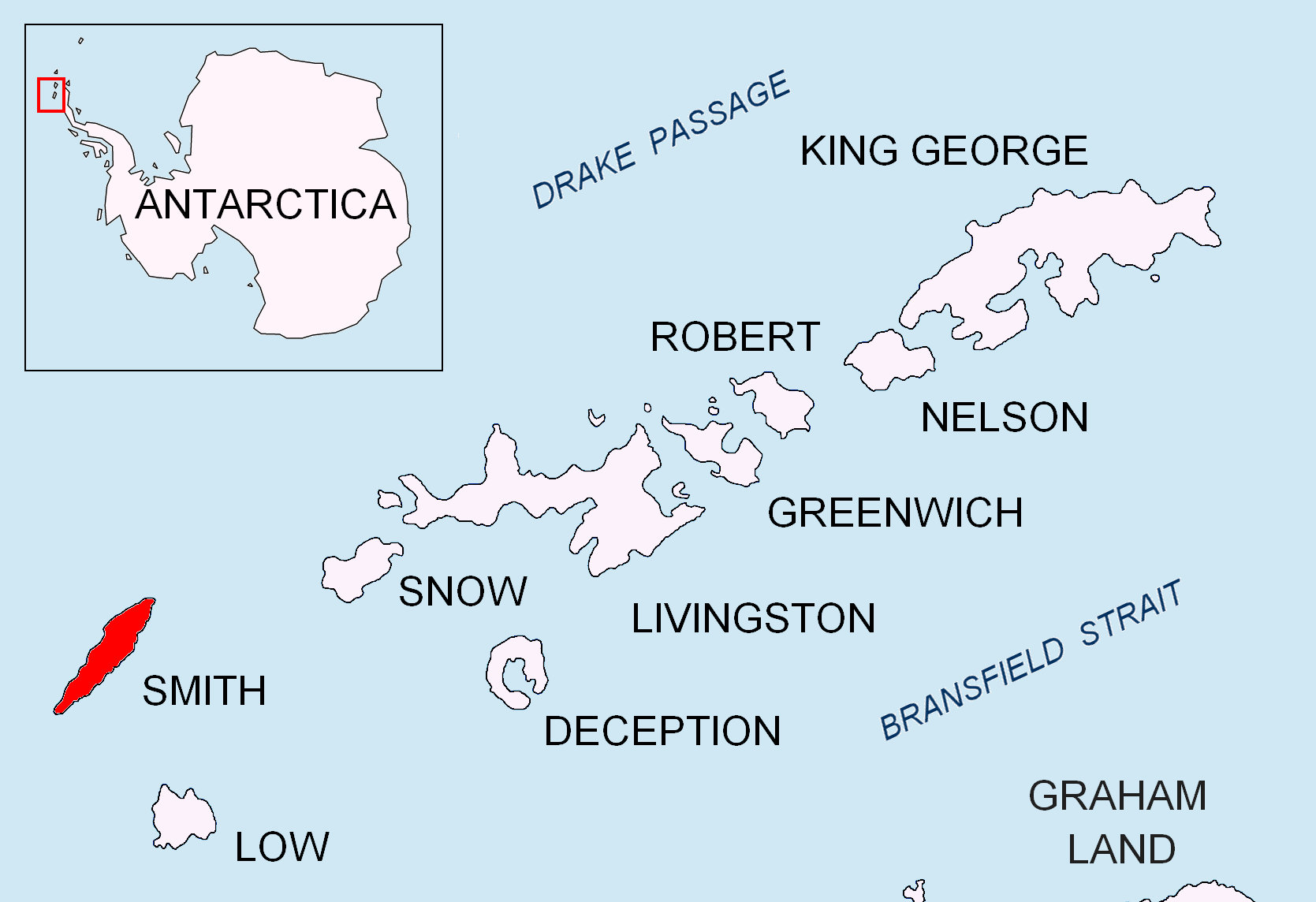

丘普雷內冰川是南極洲的冰川，位於南設得蘭群島的史密斯島，長4公里，最終在維拉格拉角以南注入德雷克海峽，該冰川以保加利亞西北部的鄉鎮命名。

## 外部連結
- SCAR Composite Antarctic Gazetteer（页面存档备份，存于）